# Rhabdatomis extensa
Rhabdatomis extensa là một loài bướm đêm thuộc phân họ Arctiinae, họ Erebidae.